# Баитова, Татьяна Андреевна
Татья́на Андре́евна Баи́това (род. 1 июня 1992, Боровское, Курганская область) — победительница конкурса «Краса России» (2014).

## Биография
Татьяна Андреевна Баитова родилась 1 июня 1992 года в селе Боровском Боровского сельсовета Белозерского района Курганской области, ныне село входит в Белозерский муниципальный округ той же области.
В 2010 году окончила Боровскую школу, переехала в Курган и поступила на технологический факультет Курганского государственного университета, специальность «Управление инновациями».
После победы на конкурсе «Краса России» 19 ноября 2014 года блогеры и пользователи Рунета атаковали Баитову критикой . Пользователи интернета называли Татьяну некрасивой, обвиняли в том, что она купила титул с помощью влиятельных покровителей. Обескураженная девушка написала в «ВКонтакте»: «Люди, что с вами? Откуда столько злости? Все, стену закрыла». За «Красу России» вступились блогеры и СМИ. Свердловским региональным отделением ЛДПР организована акция в поддержку Татьяны Баитовой.
В 2015 году с отличием окончила Курганский государственный университет. После университета работала менеджером по проектам в Москве. Параллельно подрабатывала в фотопроектах и рекламе.
В июле 2016 года вошла в список кандидатов в депутаты Государственной Думы Федерального Собрания Российской Федерации седьмого созыва, выдвинутый политической партией "Политическая партия «Российская партия пенсионеров за справедливость». Зарегистрирована под № 2 в Региональной группе № 33 (Курганская область, Челябинская область).
Летом 2016 года, уехала на Мальту для изучения языка в английской школе, работала ассистентом шеф-повара на кухне и официанткой. Работает на Мальте администратором в ресторане.

## Конкурсы красоты
- «Краса России» (2014) — 1-е место[7][8]
- Мисс КГУ (2014) — «Мисс очарование»[9]
- Мисс Зауральское студенчество (2013)— «Мисс очарование»[10]

## Семья
Отец работает водителем, мать — санитаркой. Старшие сёстры Татьяны живут в Тюмени и Ханты-Мансийске, старшая сестра — учитель, средняя — работает в медицине. Таня — младшая из трех родных сестер, ещё трое детей в их семье — приёмные, всего — шестеро.
Татьяна Андреевна замужем, на Мальте встретила будущего мужа и они там остались.

## Увлечения
Татьяна Баитова увлекается индийскими танцами, лёгкой атлетикой, фитнесом и баскетболом, главным своим достоинством считает стойкость.